# Presidenti della Provincia di Frosinone
Elenco dei presidenti dell'amministrazione provinciale di Frosinone.

## Italia repubblicana (dal 1946)

### Presidenti della Deputazione provinciale (1945-1951)
- Cesare Augusto Fanelli (1946-?)

### Presidenti della Provincia (dal 1951)

#### Eletti dal Consiglio provinciale (1951-1995)
| Nº | Ritratto | Ritratto | Nome                   | Mandato        | Mandato        | Partito                            |
| Nº | Ritratto | Ritratto | Nome                   | Inizio         | Fine           | Partito                            |
| -- | -------- | -------- | ---------------------- | -------------- | -------------- | ---------------------------------- |
|    |          |          | Cesare Augusto Fanelli | ?              | 1958           | Democrazia Cristiana               |
|    |          |          | ?                      | ?              | ?              | ?                                  |
|    |          |          | Antonio Ferraro        | 1975           | ?              | Democrazia Cristiana               |
|    |          |          | Massimo Struffi        | ?              | 1º agosto 1990 | Partito Socialista Italiano        |
|    |          |          | Francesco Gargani      | 1º agosto 1990 | 13 luglio 1992 | Democrazia Cristiana               |
|    |          |          | Mario Coratti          | 13 luglio 1992 | 26 maggio 1993 | Partito Socialista Italiano        |
|    |          |          | Orazio Paolo Riccardi  | 26 maggio 1993 | 23 aprile 1994 | Partito Democratico della Sinistra |
|    |          |          | Domenico Testani       | 23 aprile 1994 | 8 maggio 1995  | Partito Popolare Italiano          |

#### Eletti direttamente dai cittadini (1995-2014)
| Nº             | Nº             | Ritratto                                          | Nome                                | Mandato         | Mandato         | Partito                                                                                         | Coalizione                                  | Elezione |
| Nº             | Nº             | Ritratto                                          | Nome                                | Inizio          | Fine            | Partito                                                                                         | Coalizione                                  | Elezione |
| -------------- | -------------- | ------------------------------------------------- | ----------------------------------- | --------------- | --------------- | ----------------------------------------------------------------------------------------------- | ------------------------------------------- | -------- |
|                |                |                                                   | Loreto Gentile                      | 8 maggio 1995   | 13 giugno 1999  | Partito Popolare Italiano                                                                       | L'Ulivo (PDS-PPI-FL-PSDI-PdD-PRI-FdV)       | 1995     |
|                |                |                                                   | Francesco Scalia                    | 13 giugno 1999  | 14 giugno 2004  | Partito Popolare Italiano (1999-2002) La Margherita (2002-2007) Partito Democratico (2007-2009) | L'Ulivo (PPI-Dem-DS-SDI-CDU-PdCI-UDEUR-FdV) | 1999     |
| 14 giugno 2004 | 21 giugno 2009 | L'Unione (DS-DL-SDI-PRC-UDEUR-PdCI-IdV-L. civica) | Francesco Scalia                    | 2004            |                 | Partito Popolare Italiano (1999-2002) La Margherita (2002-2007) Partito Democratico (2007-2009) |                                             |          |
|                |                |                                                   | Antonello Iannarilli                | 22 giugno 2009  | 8 novembre 2012 | Il Popolo della Libertà                                                                         | PdL-LD-UDEUR-L. civica                      | 2009     |
| –              |                |                                                   | Fabio De Angelis (facente funzioni) | 8 novembre 2012 | 13 ottobre 2014 | Il Popolo della Libertà                                                                         | PdL-LD-UDEUR-L. civica                      | 2009     |

#### Eletti dai sindaci e consiglieri della provincia (dal 2014)
| Nº              | Ritratto         | Ritratto | Nome            | Mandato          | Mandato         | Partito             | Elezione |
| Nº              | Ritratto         | Ritratto | Nome            | Inizio           | Fine            | Partito             | Elezione |
| --------------- | ---------------- | -------- | --------------- | ---------------- | --------------- | ------------------- | -------- |
|                 |                  |          | Antonio Pompeo  | 13 ottobre 2014  | 31 ottobre 2018 | Partito Democratico | 2014     |
| 31 ottobre 2018 | 22 dicembre 2022 | 2018     | Antonio Pompeo  |                  |                 | Partito Democratico |          |
|                 |                  |          | Luca Di Stefano | 22 dicembre 2022 | in carica       | Lista civica        | 2022     |